# 1975 en Norvège
Chronologie de la Norvège
- 1971
- 1972
- 1973
- 1974
- 1975
- 1976
- 1977
- 1978
- 1979

Cet article présente les faits marquants de l'année 1975 en Norvège ou relatifs à la Norvège.

## Gouvernance
- Olav V est roi de Norvège.
- Trygve Bratteli dirige le gouvernement.

## Événements
- Le jamboree mondial de 1975 est le quatorzième jamboree scout. Il se tient au bord du Lac Mjosa, près de Lillehammer en Norvège, et rassemble plus de 17 000 scouts venus de 91 pays. Le Jamboree a pour devise "Cinq doigts, une main", représentant l'union des cinq hôtes nordiques et des cinq régions scoutes en une seule fraternité.

## Sport
- La saison 1975 du Championnat de Norvège de football était la 13e édition de la première division norvégienne à poule unique, la Tippeligaen. Les 12 clubs jouent les uns contre les autres lors de rencontres disputées en matchs aller et retour.

## Culture
- Eiszeit est un film allemand réalisé par Peter Zadek, sorti en 1975.
- Flåklypa Grand Prix, également connu sous le titre Grand Prix ou Grand Prix Pignon-sur-Roc en France, ou encore Le Grand Prix du siècle au Québec, est un film norvégien d'animation en volume réalisé par Ivo Caprino, sorti le 28 août 1975 en Norvège. Les personnages sont ceux, bien connus des Norvégiens, de l’auteur et illustrateur norvégien Kjell Aukrust.
- Wives (Hustruer) est un film norvégien réalisé par Anja Breien, sorti en 1975. Il est sélectionné au Festival international du film de Toronto 1976.

## Naissances
- Naissance en Norvège en 1975

## Décès
- Décès en Norvège en 1975